# امامزاده سلیمان بن علی
امامزاده سلیمان بن علی مربوط به دوره صفوی - دوره قاجار است و در بندرگناوه، جاده دیلم واقع شده و این اثر در تاریخ ۱۱ بهمن ۱۳۷۸ با شمارهٔ ثبت ۲۵۷۶ به‌عنوان یکی از آثار ملی ایران به ثبت رسیده است.